# Vnitřní Město (Plzeň)
Vnitřní Město je část statutárního města Plzeň. Je to historická část města v rozsahu vymezeném někdejšími městskými hradbami. Je součástí katastrálního území Plzeň a městského obvodu Plzeň 3. V roce 2009 zde bylo evidováno 399 adres. V roce 2001 zde trvale žilo 1 863 obyvatel.